# Ateleopodidae
Ateleopodidae – rodzina morskich ryb głębinowych z rzędu Ateleopodiformes.

## Występowanie
Morze Karaibskie, wschodni Ocean Atlantycki, Ocean Indyjski i zachodnia oraz wschodnia część Oceanu Spokojnego.

## Cechy charakterystyczne
Płetwa ogonowa zredukowana, połączona z bardzo długą (70 lub więcej promieni) płetwą odbytową. W położonych na gardle płetwach brzusznych dorosłych osobników występuje po jednym wydłużonym promieniu. Szkielet w znacznej części chrzęstny. Ryby z tej rodziny osiągają długość ciała od kilkudziesięciu do 200 cm.

## Klasyfikacja
Rodzaje zaliczane do tej rodziny:
Ateleopus — Guentherus — Ijimaia — Parateleopus
Rodzajem typowym jest Ateleopus.